# Carmenta anthracipennis
Carmenta anthracipennis is een vlinder uit de familie wespvlinders (Sesiidae), onderfamilie Sesiinae.
Carmenta anthracipennis is voor het eerst wetenschappelijk beschreven door Boisduval in 1875. De soort komt voor in het Nearctisch gebied.